# Myrmeciza disjuncta
Myrmeciza disjuncta là một loài chim trong họ Thamnophilidae.